# Ammertzwiller
Ammertzwiller (wcześniej pod nazwą Ammerzwiller) – miejscowość i gmina we Francji, w regionie Grand Est, w departamencie Górny Ren. W 2013 roku jej populacja wynosiła 439 mieszkańców. Dnia 16 listopada 2015 roku zmieniono nazwę miejscowości z Ammerzwiller na Ammertzwiller. 
1 stycznia 2016 roku połączono dwie wcześniejsze gminy: Bernwiller oraz Ammertzwiller. Siedzibą gminy została miejscowość Ammertzwiller, jednak nowa gmina przyjęła nazwę Bernwiller. 